# Malthodes hiranoi
Malthodes hiranoi là một loài bọ cánh cứng trong họ Cantharidae. Loài này được Nakane miêu tả khoa học năm 1977.